# 潛水手語

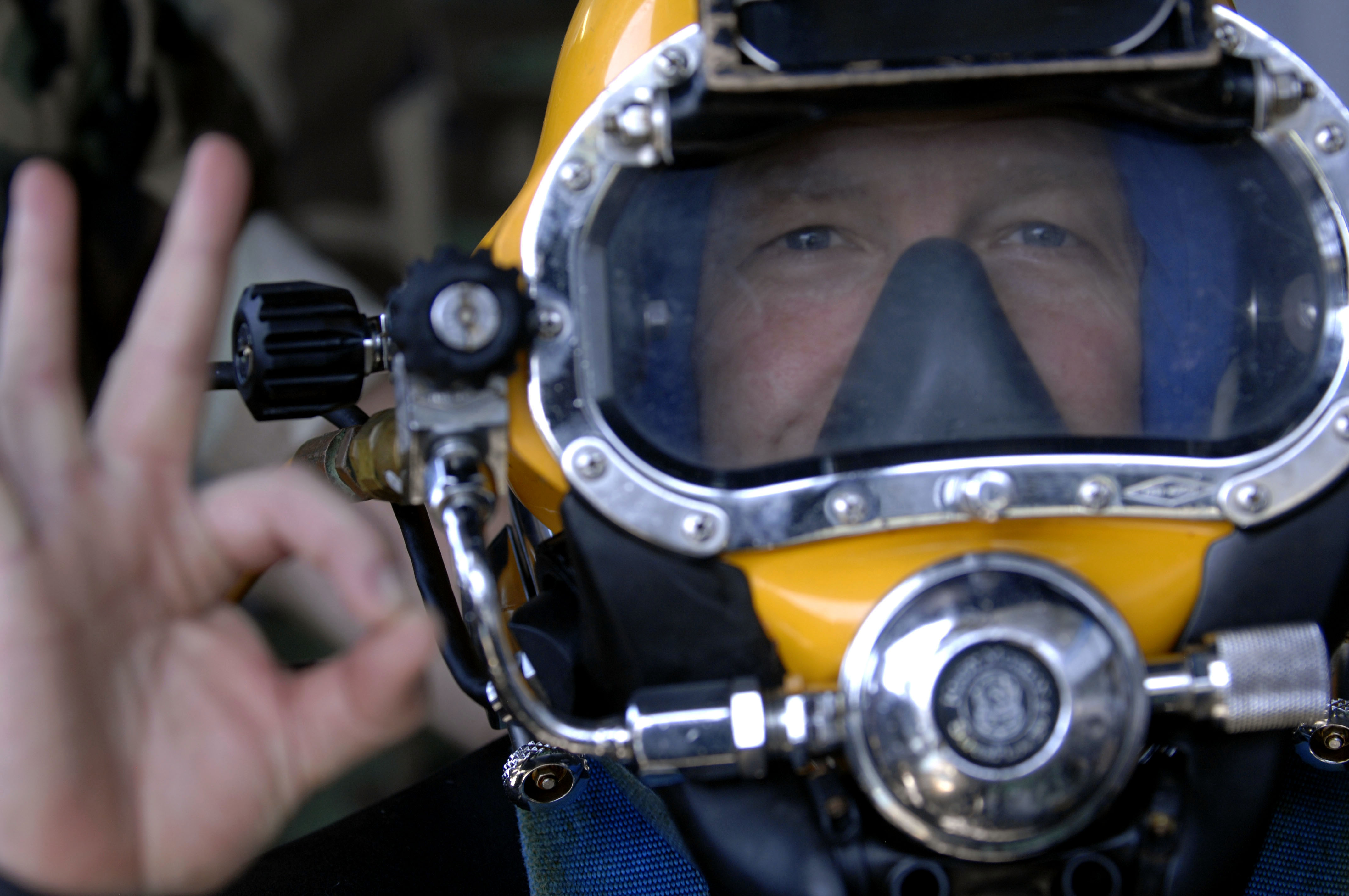
表示OK的手語

潛水手語，是潛水時在水底用的手語。在緊急情況下潛水員需要用手勢通知同伴，避免發生意外。潛水手語適用於雙方可以看到彼此的情境，若距離相當近，接收者可以感覺到對方的手勢，知道手語的內容，也可以在可見度不高的情形下進行。夜間的潛水手語可以用潛水者的燈加以照明。潛水手語是業餘潛水員的主要溝通方式，也是職業潛水員的輔助溝通方式
若潛水者熟悉某一種手語（例如美國手語）以及相關設備，潛水手語在水下很方便，不過還是有些限制，在水下戴著手套，而且常需要握著其他物品，不容易比出一些手語的姿勢。